# Куцахта
Куцахта (груз. კუწახტა) — деревня в Панкисском ущелье Ахметского муниципалитета Грузии. Располагается на правом берегу реки Алазани, в 13 км от Ахмета. Население — 81 человек, большинство семей грузинские.
Известным уроженцем села является осетинский поэт Реваз Николаевич Асаев (1921 г. р.).
На территории Куцахты находятся маленькие древние церкви. Одна из них является "Ломиса".

## Фамилии Куцахтцев
- Бобгиашвили
- Цицуашвили
- Горелашвили
- Гураспаули
- Жабанашвили
- Жабанишвили
- Жвелаури
- Жимшиташвили
- Каратиэли
- Хуцишвили
- Мокверашвили
- Патарашвили
- Торгвашвили